# Hokej na lodzie na Zimowej Uniwersjadzie 2013
Turniej hokeja na lodzie na Zimowej Uniwersjadzie 2013 odbywał się przez cały czas trwania imprezy (mecze kobiet rozegrano w dniach 10–20 grudnia, a mężczyzn – 10–21 grudnia). Mecz finałowy turnieju mężczyzn był jednocześnie ostatnim sportowym wydarzeniem przed ceremonią zamknięcia. Spotkania rozgrywano w halach Pergine Valsugana Ghiaccio Hall, Stadio del Ghiaccio de Gianmario Scola oraz Stadio del Ghiaccio de Cavalese. W męskiej rywalizacji udział brało 12 reprezentacji, a w kobiecej – 6.

## Turniej mężczyzn
W turnieju mężczyzn obrońcami złotego medalu byli Rosjanie. Po wygraniu wszystkich trzech spotkań grupowych oraz pokonaniu w ćwierćfinale Czechów zostali jednak wyeliminowani w półfinale przez Kanadę. W finale spotkały się ekipy Kanady oraz czwarta drużyna poprzedniej uniwersjady Kazachstan. Mecz obejrzała największa widownia podczas tej uniwersjadzie, bo 2600 osób. Mecz zakończył się zwycięstwem Kanadyjczyków 6:2, zaś mecz przeszedł do historii jako jeden z najbardziej brutalnych w historii zimowej uniwersjady. Obydwa zespoły zdobyły w sumie 246 minut kar, zaś z lodowiska sędziowie usunęli ośmiu zawodników dając im karę meczu. Brązowe medale zdobyli Rosjanie, który pokonali w meczu o trzecie miejsce Amerykanów tym samym rezultatem.
| Złoto  | Srebro     | Brąz  |
| Kanada | Kazachstan | Rosja |

## Turniej kobiet
W turnieju kobiet obrończynie złotego medalu – Kanadyjki zdołały obronić tytuł pokonując w finale reprezentację Rosji. Zawodniczki z kraju klonowego liścia zwyciężyły w każdym z rozegranych przez nie siedmiu spotkań zdobywając 77 bramek, tracąc przy tym jedynie dwie. W meczu o trzecie miejsce Amerykanki pokonały Japonki 3:1. Dla drużyny Rosji był to pierwszy medal w konkurencji kobiet w historii uniwersjady.
| Złoto  | Srebro | Brąz              |
| Kanada | Rosja  | Stany Zjednoczone |